# Дінабург Ганна Давидівна
Ганна Давидівна Дінабург (27 лютого 1899, Конотоп, Чернігівська губернія — 2 лютого 1984, Київ) — український радянський науковець, невролог. Доктор медичних наук (1941), професор (1947).

## Біографія
У 1921 році закінчила Київський медичний інститут. З 1930 року працювала в Київському медичному інституті асистентом, пізніше доцентом.
Одночасно з 1934 року працювала у відділі патологічної анатомії Інституту фізіології АН УРСР. У 1940—1944, 1946—1950, 1954—1967 роках — старший науковий співробітник, у 1967—1973 роках — старший науковий співробітник-консультант.
У 1944—1950 роках завідувала клінікою психоневрології Київського психоневрологічного інституту, у 1950—1954 роках завідувала відділом нейроонкології Київського науково-дослідного інституту нейрохірургії.
Займалася питаннями пухлин нервової системи, поразкою нервових утворень при дегенеративних процесах в хребті. Професором Ганною Давидівною Дінабург були закладені теоретичні основи створення вітчизняної вертеброневрології. Питання вертеброневрології розроблялися на базі неврологічного відділення клінічної лікарні № 14 ім. Жовтневої революції з 1952 по 1962 роки. Нею в співавторстві з Рубашевою А. Е., Оскаром Рабіновичем, Гнатюк Е. Л. в 1967 році була випущена перша в СРСР фундаментальна монографія, присвячена захворюванням нервової системи.
Серед учнів Ганни Дінабург був реаніматолог Анатолій Тріщинський.
Ганна Дінабург була одружена з невропатологом Оскаром Рабіновичем, дітей родина не мала. Колекціонувала антикваріат. Зібрала також велику бібліотеку з невропатології.
Померла в Києві 2 лютого 1984 року. Похована на Берковецькому кладовищі Києва.

## Наукові публікації
- До патогенезу гліом мозку // ВД. 1928. № 1; До клініки оптікомієліта // Київ. життя. 1928. № 2
- Пухлини головного мозку (клініка та структура// МЕДЖ. 1938. Т. 7, віп. 2
- Дінабург Г. Д. До патоморфології гострих травм мозку // Мед. журн. — 1947. — Т. 16. — С. 326—332.
- Дінабург Г. Д. Патоморфологія нервової системи при раневому сепсисі // Медичний журнал. — Т. 17. — С. 403—407
- Динабург А. Д., Лауэр Н. В., Колчинская А. З. К вопросу о патоморфологических изменениях центральной нервной системы при гипоксии в онкогенезе // Тезисы конференции по возрастным изменениям обмена веществ и реактивности организма. — К., 1949. — С. 18.
- Дінабург Г. Д. Роль кори мозку в регуляції стану аргірофільної основної речовини // Мед. журн. — 1949. — Т. 19, вип. 3. — С. 72–82.
- Дислокація мозку при пухлинах в анатомічному освітленні// ВН. 1951. № 4 (співавтор)
- Клініка поразки шийних міжхребетних дисків // ЖНП. 1955. № 10 (співавтор.)
- Міжхребетні диски. Київ, 1961 (співавтор)
- А. Ф. Макарченко, А. Д. Динабург, А. Д. Лаута. Роль нейрогормональных систем гипоталамуса в физиологии и патологии./ Акад. наук Укр. ССР, Ин-т физиологии им. А. А. Богомольца. — Киев: 1978. Наук. думка. — 215 с.(рос.)
- А. Ф. Макарченко, А. Д. Динабург. Межуточный мозг и вегетативная нервная система. Академия наук Украины, Институт физиологии им. А. А. Богомольца. — Киев: [б. и.], 1971Наук. думка. — 322 с. (рос.)